# ダニオネラ・トランスルーシダ
ダニオネラ・トランスルーシダ（学名：Danionella translucida）は、ミャンマー固有のコイ科の淡水魚。ミャンマーのバゴー地方域で発見された時点では世界最小の魚の一つと考えられていた。